# Monarchistische Partij
De Monarchistische Partij van de Russische Federatie (Russisch: Монархическая партия Российской Федерации, Monarchitsjeskaja partija Rossijskoj Federatsii) was de enige monarchistische partij in Rusland sinds de Oktoberrevolutie in 1917. De partij werd gesticht door Anton Bakov en in 2012 geregistreerd bij het Russische Ministerie van Justitie. Aan het begin van 2013 had de partij 45 filialen, waarmee ze dan ook voldeed aan de vereisten voor deelname aan de regionale verkiezingen. De oprichtingsvergadering vond plaats op 7 april 2012. Op dat ogenblik had de partij ongeveer 1000 leden.

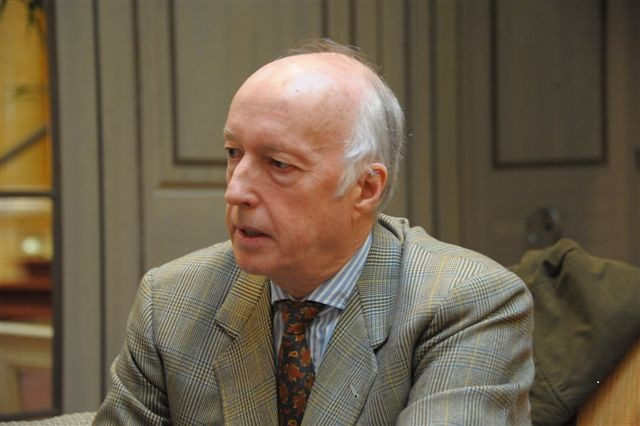
Prins Karl Emich van Leiningen

Het officiële hoofdkantoor van de partij bevond zich in het dorp Kosoelino, in de buurt van Jekaterinenburg, de plaats waar de laatste Russische tsaar Nicolaas II met zijn familie werd geëxecuteerd.
De Monarchistische Partij van Bakov ijverde voor de invoering van een constitutionele monarchie in Rusland. Daarnaast zet de partij zich ook in voor het verbreiden van het monarchistische gedachtegoed onder de Russen. In juni 2013 stelde de partij haar kandidaat voor de Russische troon voor: de Duitse prins Karl Emich van Leiningen, ook bekend onder zijn Russisch-orthodoxe naam Nikolaj Kirillovitsj en zijn pretendenten-troonnaam Nicolaas III. Als achterkleinzoon van grootvorst en "tsaar in ballingschap" Kirill Vladimirovitsj van Rusland stamt Karl Emich van Leiningen namelijk af van het huis Romanov.
De partij werd ontbonden in februari 2020, op gezag van het Russische hooggerechtshof.